# Милло, Эйприл
Эйприл Милло (англ. Aprile Millo; 14 апреля 1958, Нью-Йорк, США) — американская оперная певица (сопрано).

## Биография
Эйприл Милло родилась 14 апреля в Нью-Йорке, в артистической семье — её отец Джон Патрик Милло (Джованни Хэмилл) (1916—1987) и мать Эмили Энн Льюис (Маргерита Джирози) (1924—2005) были оперными певцами. По словам певицы, именно опыт родителей и раннее приобщение к музыке заставило её задуматься о певческой карьере, и первоначально именно родители обучали её вокалу. Обучалась в Голливудской средней школе, где в 1976 году исполнила заглавную партию в мюзикле Джерри Хермана «Хелло, Долли». После окончания школы получила приглашение выступать в опере Сан-Диего. 4 августа 1978 года состоялся оперный дебют Эйприл Милло в партии Верховной жрицы в опере Верди «Аида» (партнёрами Милло по сцене тогда выступили Мартина Арройо, Кэрол Уайатт, Карло Бини, Норман Миттельман, Роберт Хейл, дирижёр — Антонио Тауриелло). С января 1980 года стала выступать в опере Юты (дебютировала в заглавной партии в опере Верди «Аида»).
В 1980 году стала участницей программы для молодых певцов театра Метрополитен-опера, а также заключила контракт на «страховку» спектаклей. Обучалась у Дика Марцолло, Дэвида Стивендера и Риты Патане. Поддержку и помощь начинающей певице оказывали также Рената Тебальди, Зинка Миланова, Личия Альбанезе, Элизабет Шварцкопф, Герберт фон Караян, Магда Оливеро и Джеймс Ливайн.
В 1982 году в Баденском государственном театре в заглавной партии в опере Верди «Аида» состоялся международный дебют Милло. В декабре этого же года состоялся дебют в Ла Скала (в партии Эльвиры в опере Верди «Эрнани»). 3 декабря 1984 года состоялся дебют на сцене Метрополитен-опера (в партии Амелии в опере Верди «Симон Бокканегра»). Выступала во многих крупных оперных театрах: Венская опера (дебют в 1988 году в партии Леоноры в опере Верди «Трубадур»), Римская опера (дебют в 1988 году в заглавной партии в опере Верди «Аида»), Лирическая опера Чикаго (дебют в 1991 году в партии Маргариты в опере Бойто «Мефистофель»), Опера Сан-Франциско (дебют в 1992 году в партии Маддалены в опере Джордано «Андре Шенье»), Баварская государственная опера (дебют в 1992 году в партии Леоноры в опере Верди «Сила судьбы»), Большой театр «Лисео» (дебют в 1993 году в партии Леоноры в опере Верди «Трубадур»), а также в театрах и залах Нью-Йорка, Токио, Турина, Бильбао, Франкфурта, Москвы, Пармы, Больньи, Берлина, Парижа, на фестивалях в Арена ди Верона и Оранже.
Со второй половины 2000-х годов творческая активность снижается, среди выступлений тех лет: «Виллисы» Пуччини (Карнеги-холл, 2006), «Андре Шенье» Джордано (Метрополитен-опера, 2007). В 2014 году вернулась на сцену, выступив в партии Жоржетты в опере Пуччини «Плащ» на сцене Театра Карло Феличе, в 2019 году дала концерт в Карнеги-холле.
В 2012 году совместно с певицей и доктором наук Мэри-Лу Ветере организовала Летнюю интенсивную программу для молодых певцов. Первые три года программа проходила в Канаде, но в 2015 году была перенесена в Италию, где была основана Operavision Academy: L’Academia Millo-Vetere (располагается в Буссето, Италия).

## Репертуар
| Композитор          | Опера                               | Партия               |
| ------------------- | ----------------------------------- | -------------------- |
| Винченцо Беллини    | Пират                               | Имоджене             |
| Арриго Бойто        | Мефистофель                         | Маргарита Елена      |
| Джузеппе Верди      | Аида                                | Верховная жрица Аида |
| Джузеппе Верди      | Бал-маскарад                        | Амелия               |
| Джузеппе Верди      | Битва при Леньяно                   | Лида                 |
| Джузеппе Верди      | Дон Карлос                          | Елизавета            |
| Джузеппе Верди      | Ломбардцы в первом крестовом походе | Джизельда            |
| Джузеппе Верди      | Луиза Миллер                        | Луиза                |
| Джузеппе Верди      | Отелло                              | Отелло               |
| Джузеппе Верди      | Реквием                             | Партия сопрано       |
| Джузеппе Верди      | Сила судьбы                         | Леонора              |
| Джузеппе Верди      | Симон Бокканегра                    | Амелия               |
| Джузеппе Верди      | Трубадур                            | Леонора              |
| Джузеппе Верди      | Эрнани                              | Эльвира              |
| Умберто Джордано    | Андре Шенье                         | Маддалена            |
| Альфредо Каталани   | Валли                               | Валли                |
| Руджеро Леонкавалло | Заза                                | Заза                 |
| Пьеро Масканьи      | Сельская честь                      | Сантуцца             |
| Амилькаре Понкьелли | Джоконда                            | Джоконда             |
| Джакомо Пуччини     | Виллисы                             | Анна                 |
| Джакомо Пуччини     | Девушка с Запада                    | Минни                |
| Джакомо Пуччини     | Плащ                                | Жоржетта             |
| Джакомо Пуччини     | Тоска                               | Тоска                |
| Джакомо Пуччини     | Турандот                            | Лю Турандот          |
| Отторино Респиги    | Пламя                               | Сильвана             |
| Джоаккино Россини   | Вильгельм Телль                     | Матильда             |
| Франческо Чилеа     | Адриана Лекуврёр                    | Адриана Лекуврёр     |

## Награды
- 1978 — I премия Concorso Internazionale Voci Verdiane «Città di Busseto»[10].
- 1979 — Montserrat Caballé Bernabé Martí Special Verdi Prize Award in Barcelona (Международный конкурс им. Ф. Виньяса)[1].
- 1980 — Geraldine Farrar Award[1].
- 1985 — Richard Tucker Foundation Award[11].
- 1986 — Maria Callas Foundation Award[1].
- 2018 — Премия «Золотой Верди»[12].